# Френкі Дженаро
Френкі Дженаро (англ. Frankie Genaro; 26 серпня 1901 — 27 грудня 1966) — американський боксер, олімпійський чемпіон 1920 року. 

## Аматорська кар'єра
Олімпійські ігри 1920
- 1/8 фіналу. Переміг Ейнара Нільсена (Норвегія)
- 1/4 фіналу. Переміг Жана-Баптіста Рампіньона (Франція)
- 1/2 фіналу. Переміг Чарльза Альберта (Франція)
- Фінал. Переміг Андерса Педерсена (Данія)